# Asbāb al-nuzūl
Sabab al-nuzul (sing.) o asbāb al-nuzūl (pl.), traducible como las causas de la revelación (en árabe, أسباب النزول), es la expresión árabe que, en el contexto del Corán, se refiere a las circunstancias o el contexto histórico en el que se revelaron los versos coránicos desde la perspectiva del islam tradicional. Aunque sirva para reconstruir la historicidad del Corán, los asbāb son por naturaleza un género exegético (es decir, interpretativo) más que historiográfico, y como tal generalmente asocia los versos que explica con situaciones generales en lugar de eventos específicos. El estudio de los asbāb al-nuzūl forma parte del Tafsir, que es la disciplina dedicada a interpretar el Corán.

## Etimología
Asbāb أَسْبَابْ es el plural de la palabra de árabe sabab سَبَبْ, que significa 'causa', 'razón', u 'ocasión', y nuzūl نُزُولْ es el sustantivo verbal de la raíz de verbo nzl ن ز ل, que literalmente significa 'para descender' o 'para enviar abajo', y por ende (en sentido figurado) 'para ser revelado', refiriéndose a Dios (Alá) enviando un mensaje a sus profetas.
Aunque los términos técnicos de la exégesis coránica a menudo tienen su origen en el mismo libro (por ejemplo, el nasj), la denominación sabab / asbāb no. La raíz sbb aparece once veces el Corán (2:166, 18:84, 18:85, 18: 89, 22:15, 38:10, 40:36-37), pero en ningún caso está manifestando las causas de la revelación.
En la literatura exegética, la introducción del término sabab o asbab no ocurrió hasta mucho después de la aparición del islam y equivale a otras expresiones usadas como al-āya nazalat fī hādhā ('el verso fue revelado alrededor de [tal]') o fa-anzala Allāh ('Alá reveló'). El término sabab en el sentido de 'causa de revelación' apareció por primera vez en las obras de Al-Tabari (839-922 d. C.) y al-Nahhas (?-950). Al-Jassas (917-981) fue el primer académico en usar asbab al-nuzul de manera habitual para hablar sobre las revelaciones en el Corán.

## Lectura complementaria
- Andrew Rippin (2002). The Qur'ān and its interpretative tradition. Variorum. ISBN 0-86078-848-2. OCLC 46678011.
- Uri Rubin (1995). The Eye of the Beholder: The Life of Muhammad as Viewed by the Early Muslims: A Textual Analysis. The Darwin Press. ISBN 0-87850-110-X. OCLC 31867429.

- Datos: Q3915658